# Región metropolitana de Porto Alegre
La Región Metropolitana de Porto Alegre, también conocida como Grande Porto Alegre, conglomera 33 municipios del estado de Río Grande del Sur, en el sur de Brasil, en un intenso proceso de conurbación. Este término se refiere a la extensión de la capital Porto Alegre, formando con sus municipios linderos una mancha urbana continua. Incluye también el llamado Vale dos Sinos.
Región creada por la ley complementar federal N.º 14, del 8 de junio de 1973, su delimitación fue posteriormente modificada por diferentes instrumentos legales del gobierno de Rio Grande do Sul, y no coincide exactamente con los criterios de mesorregión y de microrregión utilizados por el IBGE.
Actualmente comprende 10.097,196 km² y, según los resultados preliminares del censo 2015 de IBGE, posee 4.115.375 habitantes, siendo la quinta región más poblada del Brasil – superada solamente por las regiones metropolitanas de São Paulo, Río de Janeiro, Belo Horizonte y Brasilia respectivamente –, la tercera más rica del Brasil, la 15.ª mayor aglomeración urbana de Latinoamérica

## Municipios

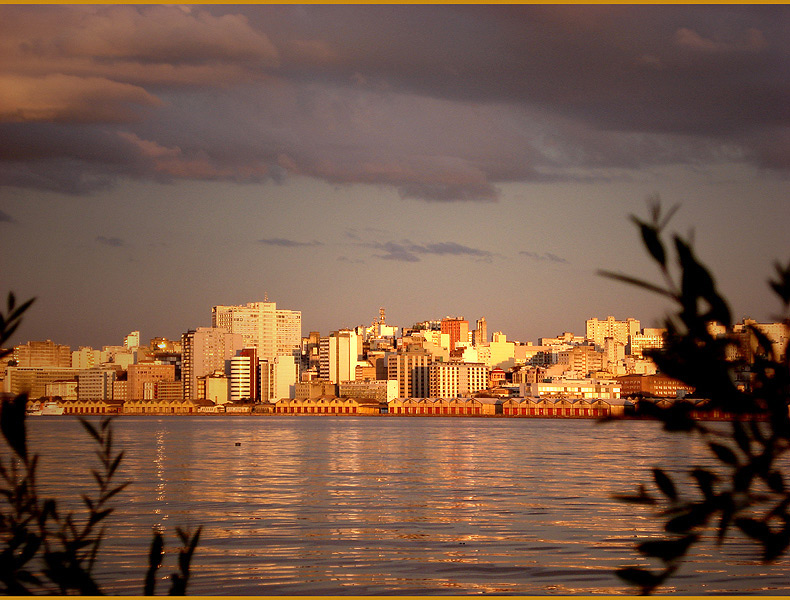
Porto Alegre, sede y mayor ciudad de esta región metropolitana.

Municipios que componen la región metropolitana con la fecha de anexado y la legislación que así lo determinó:
| Municipio                 | Anexado en               | Legislación | Área (km²) | Población (censo 2010) | PIB en Reales (2005) |
| ------------------------- | ------------------------ | ----------- | ---------- | ---------------------- | -------------------- |
| Alvorada                  | 8 de junio de 1973       | LCF 14/1973 | 70,811     | 203.029                | 783.517.692          |
| Cachoeirinha              | 8 de junio de 1973       | LCF 14/1973 | 43,766     | 124.188                | 2.005.511.572        |
| Campo Bom                 | 8 de junio de 1973       | LCF 14/1973 | 61,406     | 68.088                 | 1.146.753.088        |
| Canoas                    | 8 de junio de 1973       | LCF 14/1973 | 131,097    | 338.612                | 9.376.152.609        |
| Estância Velha            | 8 de junio de 1973       | LCF 14/1973 | 52,378     | 51.707                 | 502.117.477          |
| Esteio                    | 8 de junio de 1973       | LCF 14/1973 | 27,543     | 89.336                 | 1.504.229.713        |
| Gravataí                  | 8 de junio de 1973       | LCF 14/1973 | 463,758    | 270.769                | 3.713.638.648        |
| Guaíba                    | 8 de junio de 1973       | LCF 14/1973 | 376,973    | 100.342                | 1.154.753.877        |
| Novo Hamburgo             | 8 de junio de 1973       | LCF 14/1973 | 223,606    | 249.950                | 3.726.441.942        |
| Porto Alegre              | 8 de junio de 1973       | LCF 14/1973 | 496,827    | 1.461.154              | 27.977.350.527       |
| São Leopoldo              | 8 de junio de 1973       | LCF 14/1973 | 102,313    | 214.210                | 2.368.537.210        |
| Sapiranga                 | 8 de junio de 1973       | LCF 14/1973 | 137,519    | 75.020                 | 815.036.272          |
| Sapucaia do Sul           | 8 de junio de 1973       | LCF 14/1973 | 58,644     | 130.988                | 1.520.891.533        |
| Viamão                    | 8 de junio de 1973       | LCF 14/1973 | 1.494,263  | 239.234                | 1.330.648.662        |
| Dois Irmãos               | 3 de octubre de 1989     | CE          | 65,156     | 27.572                 | 454.671.903          |
| Eldorado do Sul           | 3 de octubre de 1989     | CE          | 509,699    | 34.335                 | 753.014.698          |
| Glorinha                  | 3 de octubre de 1989     | CE          | 323,641    | 6.885                  | 105.909.170          |
| Ivoti                     | 3 de octubre de 1989     | CE          | 63,138     | 19.877                 | 302.632.025          |
| Nova Hartz                | 3 de octubre de 1989     | CE          | 62,558     | 18.346                 | 210.377.440          |
| Parobé                    | 3 de octubre de 1989     | CE          | 109,026    | 51.481                 | 455.832.924          |
| Portão                    | 3 de octubre de 1989     | CE          | 159,942    | 30.881                 | 552.599.549          |
| Triunfo                   | 3 de octubre de 1989     | CE          | 823,416    | 25.811                 | 4.799.640.679        |
| Charqueadas               | 27 de julio de 1994      | LCE 10234   | 216,513    | 35.363                 | 878.257.050          |
| Araricá                   | 30 de julio de 1998      | LCE 11201   | 35,292     | 4.868                  | 35.748.306           |
| Nova Santa Rita           | 30 de julio de 1998      | LCE 11201   | 217,868    | 22.706                 | 193.846.753          |
| Montenegro                | 14 de enero de 1999      | LCE 11307   | 420,017    | 59.436                 | 1.082.482.170        |
| Taquara                   | 21 de marzo de 1999      | LCE 11318   | 457,130    | 54.656                 | 417.289.609          |
| São Jerônimo              | 21 de junio de 1999      | LCE 11340   | 937,049    | 22.141                 | 197.511.458          |
| Arroio dos Ratos          | 1 de enero de 2000       | LCE 11539   | 425,938    | 13.608                 | 96.889.420           |
| Santo Antônio da Patrulha | 21 de septiembre de 2000 | LCE 11530   | 1.048,904  | 39.679                 | 304.711.163          |
| Capela de Santana         | 28 de junio de 2001      | LCE 11645   | 184,003    | 11.613                 | 69.198.044           |
| Rolante                   | 5 de agosto de 2010      | LCE 13496   | 296,992    | 19.493                 | 145.192.000          |
| Igrejinha                 | 22 de diciembre de 2011  | LCE 13853   | 136,816    | 31.663                 | 563.007.057          |
| Total                     |                          |             | 10.097,196 | 4.115.375              | 68.981.385.183       |